# Jack Irons

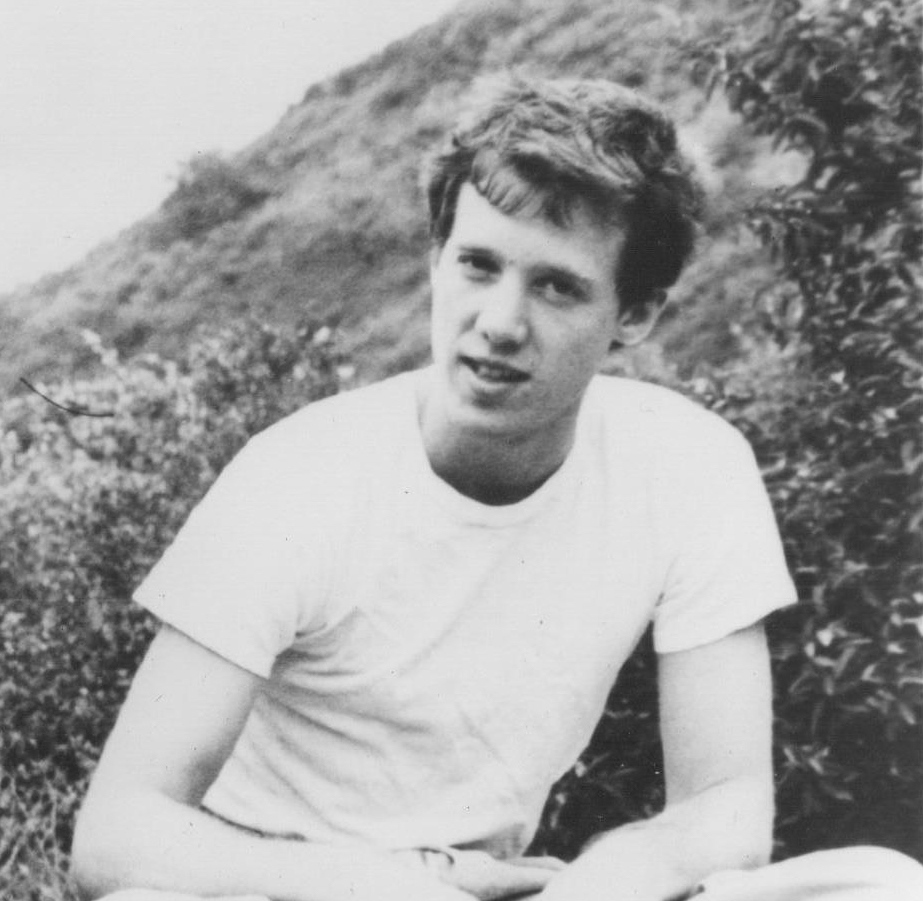
Jack Irons (1984)

Jack Steven Irons (* 18. Juli 1962 in Los Angeles, Kalifornien) ist ein US-amerikanischer Schlagzeuger und Gründungsmitglied der Crossover-Band Tony Flow & The Miraculously Majestic Masters of Mayhem, aus der die Red Hot Chili Peppers hervorgingen, deren Drummer er zeitweilig war. Auch mit Pearl Jam nahm er zwei Studioalben auf.

## Leben
Irons gründete als Teenager zusammen mit Hillel Slovak, Alain Johannes und Todd Strassman die Band What Is This?. 1983 taten er und Slovak sich mit den Mitschülern Flea und Anthony Kiedis zusammen und traten als Tony Flow & The Miraculously Majestic Masters of Mayhem auf, ehe sie sich kurze Zeit später in Red Hot Chili Peppers umbenannten. Beim selbstbetitelten Debütalbum The Red Hot Chili Peppers wurden er durch Cliff Martinez sowie Slovak durch Jack Sherman ersetzt, da die beiden What Is This? zunächst als ihre Hauptband ansahen. Für das 1985 veröffentlichten Album Freaky Styley war Slovak wieder zu den Peppers zurückgekehrt, ab 1986 gehörte auch Irons wieder zur Stammbesetzung der Band. Gemeinsam nahm die Band 1987 das Album The Uplift Mofo Party Plan auf, das das einzige Studioalbum in der Gründungsbesetzung bleiben sollte.
Nachdem Slovak 1988 an einer Überdosis Heroin verstorben war, musste der ihm nahestehende Irons psychisch behandelt werden. Aufgrund eines ähnlichen Lebenswandels insbesondere von Kiedis gab er den anderen Bandmitgliedern eine Mitschuld an Slovaks Tod und verließ daraufhin die Band. Mit dem vormaligen Dead-Kennedys-Schlagzeuger D. H. Peligro wurde schnell ein erster Nachfolger gefunden, mit dem die Zusammenarbeit in der Band nicht klappte und der daher die Band schnell wieder verließ, um der dauerhaften Lösung Chad Smith Platz zu machen.
Irons arbeitete anschließend wieder mit Johannes zusammen, die beiden gründeten die Band Eleven. Mit der Gruppe nahm er zwei Alben auf, ehe er während der Aufnahmen zum dritten Album die Band in Richtung Pearl Jam verließ und durch Matt Cameron ersetzt wurde. Dort hatte sich Dave Abbruzzese während der Aufnahmen der Vitalogy-Platte zum Abschied entschieden, Irons übernahm den Schlagzeugpart beim Titel Hey Foxymophandlemama, That's Me. Anschließend war er an der Kollaboration der Gruppe als Studioband für Neil Young auf dem Album Mirror Ball ebenso beteiligt wie an den Pearl-Jam-Alben No Code und Yield. Nach ersten Auftritten auf Hawaii und in Neuseeland auf der Yield-Tour verließ er vor Beginn der US-Tour im März 1998 die Band aus gesundheitlichen Gründen wieder, erneut wurde Cameron sein Nachfolger.
Anschließend zog sich Irons zunächst zurück, ehe er 2005 mit Unterstützung von diversen Gastmusikern, darunter etliche seiner ehemaligen Band-Kollegen wie Eddie Vedder oder Flea, sein Soloalbum Attention Dimension veröffentlichte. Andererseits unterstützte er auch ehemalige Kollegen bei deren Projekten, so unterstützte er Johannes als Schlagzeuger von dessen Band Spinnerette sowie 2012 Flea bei dessen EP Helen Burns. Zudem war er Studioschlagzeuger bei Die Mannequins Album Fino + Bleed und beim Hole-Album Nobody's Daughter.
Irons ist verheiratet und hat zwei Kinder.

## Diskografie
Mit Red Hot Chili Peppers
- 1987: The Uplift Mofo Party Plan
- 1988: The Abbey Road E.P.

Mit Eleven
- 1991: Awake in a Dream
- 1993: Eleven
- 1995: Thunk

Mit Neil Young
- 1995: Mirror Ball

Mit Pearl Jam
- 1996: No Code
- 1998: Yield

Jack Irons
- 2005: Attention Dimension

Spinnerette
- 2009: Spinnerette